# Liste der Kreisstraßen im Landkreis Bad Tölz-Wolfratshausen
Die Liste der Kreisstraßen im Landkreis Bad Tölz-Wolfratshausen ist eine Auflistung der Kreisstraßen im bayerischen Landkreis Bad Tölz-Wolfratshausen mit deren Verlauf. 

## Abkürzungen
- MB: Kreisstraße im Landkreis Miesbach
- St: Staatsstraße in Bayern
- STA: Kreisstraße im Landkreis Starnberg
- TÖL: Kreisstraße im Landkreis Bad Tölz-Wolfratshausen

## Liste
Nicht vorhandene bzw. nicht nachgewiesene Kreisstraßen werden in Kursivdruck gekennzeichnet, ebenso Straßen und Straßenabschnitte, die unabhängig vom Grund (Herabstufung zu einer Gemeindestraße oder Höherstufung) keine Kreisstraßen mehr sind.
Der Straßenverlauf wird in der Regel von Nord nach Süd und von West nach Ost angegeben.
| Nr. TÖL | Verlauf |
| ------- | --- |
| TÖL 1   | TÖL 1 in Ammerland am Starnberger See – St 2065 in Münsing                                                                          |
| TÖL 2   | (Landkreis Starnberg) – Landkreisgrenze – Ammerland – Seeleitn – Ambach – St 2065                                                   |
| TÖL 3   | in Bichl – Benediktbeuern – in Pechlern                                                                                             |
| TÖL 4   | TÖL 2 in Ambach – St 2065 |
| TÖL 5   | St 2063 – Achmühl – Langau – in Oberenzenau                                                                                         |
| TÖL 6   | in Schönrain – Schwaighofen – St 2064 in Unterbuchen                                                                                |
| TÖL 7   | /St 2064 in Königsdorf – Abberg – /St 2072 in Bad Tölz                                                                              |
| TÖL 8   | Bairawies-Nord – Bairawies – TÖL 14 – St 2072                                                                                       |
| TÖL 9   | St 2368 in Wiesschuster – Berg – Baiernrain – Steingau – Erlach – Landkreisgrenze – (MB 5 im Landkreis Miesbach)                    |
| TÖL 10  | St 2368 in Kirchbichl – Feichten – Kirchseemoor – Sachsenkam – TÖL 15 – – Landkreisgrenze – (MB 6 im Landkreis Miesbach)            |
| TÖL 11  | St 2368 – Lochen – Steingau – TÖL 9 – Landkreisgrenze – (MB 2 im Landkreis Miesbach)                                                |
| TÖL 12  | – Greiling – –Reichersbeuern – TÖL 13 –                                                                                             |
| TÖL 13  | – Reichersbeuern – TÖL 12 – |
| TÖL 14  | St 2072 – Bairawies – TÖL 8 – Leismühl – Untermühlthal – St 2368                                                                    |
| TÖL 15  | (Landkreis Miesbach) – Landkreisgrenze – Reutberg – Sachsenkam – TÖL 15 –                                                           |
| TÖL 16  | in Bad Tölz – Untergries – Puchen – Schalchern – Taxern – Rain – Untersteinbach – Obersteinbach – Steinbach – /St 2072 in Lenggries |
| TÖL 17  | TÖL 20 in Degerndorf – Bruckmaier – St 2370                                                                                         |
| TÖL 18  | St 2070 in Oehnböck – Thanning – Feldkirchen – Schalkofen – Siegertshofen – St 2073                                                 |
| TÖL 19  | (STA 7 im Landkreis Starnberg) – Landkreisgrenze – Irschenhausen –                                                                  |
| TÖL 20  | (STA 11 im Landkreis Starnberg) – Landkreisgrenze – Münsing – St 2065/St 2371 – TÖL 17 in Degerndorf                                |
| TÖL 21  | St 2072 in Deining – Schönberg – Ergertshausen – St 2070                                                                            |
| TÖL 22  | – Gelting – Unterherrnhausen – Baierlach – St 2370 in Eurasburg                                                                     |
| TÖL 23  | St 2073 in Humbach – Peretshofen – St 2072                                                                                          |
| TÖL 24  | in Vorderriß – Staatsgrenze – (282 in Tirol, Österreich)                                                                            |